# ボストンピアノ
ボストンピアノ（英語: Boston Piano）は、スタインウェイ（Steinway & Sons）の第2ブランドである。

## 概要
米国最大の総合楽器メーカーSteinway Musical Instruments Inc.(SMI)の、ピアノ部門Steinway Piano Company, Inc.（SPC）が、Steinway & Sonsの第2ブランドとして1991年にBostonを設計した。設計者はスーザン・ケナギーとジョン・パットンである。
80％以上の製造工程が手造りで最高級木材を使用しているスタインウェイピアノは、生産台数が少ない（2006年現在年産2500台程度）こともあって高価なため、ヤマハや河合楽器製作所の製品のような年産10万台規模の量産ピアノに近い価格帯の普及型ピアノとして河合楽器製作所で生産されている。
日本での販売は、日本国内で生産されているものの「逆輸入」のかたちをとっていた。2004年4月以降はスタインウェイ・ジャパン株式会社によって出荷が一括管理され、正規の特約店を通して販売されている。
スタインウェイの特許や設計思想を継承することで、同じ価格帯のピアノにはないプレミアムを生み出したことで、ヨーロッパ、アメリカを中心に世界中でミドルクラスのピアノとして評価されている。以前は欧米のピアノと同様に出荷後の丁寧な整調、整音の余地が大きいとされていたが、スタインウェイ・ジャパン株式会社から一括供給されるようになって品質が大きく向上しているといわれる。
当初より、大量生産に適した設備を持つ河合楽器製作所の日本国内の工場で製造されている。河合楽器の直営店・ショールームにもこのピアノが展示・販売されているのはこのためである。設計や出荷調整はSteinway & Sonsであるが、河合楽器製作所のリムやフレームの高度に機械化された製造設備を使用しているため、手作りのスタインウェイとは製造方法の細部が異なる。
Steinway & Sonsのデザインであるため、現在の河合楽器製作所のピアノのアクションが樹脂製であるのと異なり木製のアクションを使用している。
グランドピアノの構造としてはSteinway & Sonsの特徴である強固な曲げ練りのアウターリムおよびインナーリム、放射状支柱とコレクターの後框および金属フレームとの結合、弦の張力が低いスケールデザイン、倍音を有効に利用するデュプレックススケール、ハンマーの固定方法、エルツ式のウイペン方式などが、その当時河合楽器製作所で製造されていた普及クラスのグランドピアノ（KGシリーズ）と異なっていた。これらのデザインによりSteinway & Sonsの特徴である豊かな音量と明るい響きを持っている。
ただし現在では河合楽器製作所のグランドピアノRXシリーズ、SKシリーズやヤマハのCシリーズ、Sシリーズをはじめとした世界中のメーカーがSteinway & Sonsの放射状支柱とコレクター、デュプレックスなどのデザインを取り入れているため、これらのデザインは必ずしもボストンにのみ見られるものではなくなっている。また河合楽器製作所やヤマハにおいてもフルコンサートやセミコンサートなど演奏会で使われる大型の高級ピアノについては60年代よりSteinway & Sonsの製法とデザインが取り入れられている。

## 引用
1. ↑  “スタインウェイの設計によるボストンピアノ - Steinway & Sons”. www.steinway.co.jp. 2018年12月3日閲覧。